# Carlia leucotaenia
Carlia leucotaenia là một loài thằn lằn trong họ Scincidae. Loài này được Bleeker mô tả khoa học đầu tiên năm 1860.